# Ritratto di Milva
Ritratto di Milva è un album discografico della cantante italiana Milva, pubblicato nel 1970 dalla Dischi Ricordi.

## Descrizione
Nel 1970 Milva, dopo aver realizzato un album monografico dedicato alla grande interprete francese Édith Piaf, pubblica un album che raccoglie alcuni dei brani pubblicati solo su 45 giri, come era consuetudine nel decennio precedente per la compilazione degli album, sostanzialmente privi di inediti. La maggior parte dei brani era già apparsa nei due LP precedenti pubblicati con la Ricordi, Milva e Un sorriso, fatta eccezione per i brani Aveva un cuore grande e Se piangere dovrò, pubblicati solo su 45 giri.
L'album fu distribuito anche in Germania.

## Edizioni
L'album fu pubblicato in Italia in LP ed MC Dischi Ricordi, con numero di catalogo SMRL 6073. Del disco non esistono ristampe in CD o sulle piattaforme digitali e sui servizi di streaming.

## Tracce
1. Se piangere dovrò (I'd Do It All Again) - Leroy Carr, Luciana Medini, Fred Ahlert
2. Un sorriso - Detto Mariano, Don Backy
3. M'ama, non m'ama - Paolo Limiti, Piero Cassano
4. L'immensità - Don Backy, Mogol e Detto Mariano
5. Dipingi un mondo per me - Alberico Gentile, Jackie Trent, Tony Hatch
6. Se ritornerai (Sogno) - Robert Schumann
7. Little man - Mogol, Sonny Bono
8. Aveva un cuore grande - Franco Bracardi, Sergio Bardotti
9. Canzone - Don Backy e Detto Mariano
10. Cuando sali de Cuba (Quando una stella cade) - Gian Pieretti, Gianni Sanjust, Luis Aguilé
11. Quando l'amore diventa poesia - Mogol, Piero Soffici
12. Ho capito che ti amo - Luigi Tenco

B		M'Ama, Non M'Ama (Voli Me, Ne Voli Me)
Written-By – Daiano, Charron*, Mogol